# Saarijärvi (sjö i Suomussalmi, Kajanaland, 64,66 N, 29,97 Ö)
Saarijärvi är en sjö i kommunen Suomussalmi i landskapet Kajanaland i Finland. Arean är 48 hektar och strandlinjen är 4,25 kilometer lång. Sjön  ingår i Uleälvens huvudavrinningsområde.   Den ligger omkring 120 kilometer öster om Kajana och omkring 560 kilometer nordöst om Helsingfors. 